# 기스빌역
기스빌역(Giswil)은 루체른과 인터라켄을 연결하는 첸트랄반 소유의 브뤼닉선에 있는 스위스 기차역이다. 역은 옵발덴주의 기스빌에 위치해 있다.
기스빌에서 브뤼닉 고개를 지나 인터라켄으로 향하는 노선에는 랙 레일이 설치되어 있으며, 기스빌은 랙 장비가 장착되지 않은 기차로 갈 수 있는 루체른에서 가장 먼 역이다.

## 운행편
다음 서비스는 기스빌에서 정차한다.
- 인터레기오 : 루체른-인터라켄 익스프레스 : 루체른과 인터라켄 동역 사이를 매시간 운행한다.
- 루체른 S-반 S5 : 루체른까지 30분 간격 운행.